# مايكل فورنسير
مايكل فورنسير (بالإيطالية: Michele Fornasier)‏ (22 أغسطس 1993 في إيطاليا - ) هو لاعب كرة قدم إيطالي في مركز الدفاع. شارك مع منتخب إيطاليا تحت 16 سنة لكرة القدم ومنتخب إيطاليا تحت 19 سنة لكرة القدم. أما مع النوادي، فقد لعب مع فيورنتينا ومانشستر يونايتد ونادي بيسكارا ونادي سامبدوريا.

## روابط خارجية
- مايكل فورنسير على موقع قاعدة بيانات كرة القدم.إي يو (الإنجليزية)
- مايكل فورنسير على موقع Soccerway.com (الإنجليزية)
- مايكل فورنسير على موقع عالم كرة القدم.نت (الإنجليزية)
- مايكل فورنسير على موقع AS.com (الإسبانية)